# Sandrine Kiberlain
Sandrine Kiberlain (n. Boulogne-Billancourt, Altos del Sena; 25 de febrero de 1968) es una actriz y cantante francesa. Kiberlain ha recibido en 1995 el Premio César a la mejor actriz revelación y el Premio Romy Schneider; y ha estado nominada en varias ocasiones más al César, como al de mejor actriz en 1999 por À vendre.

## Biografía
Nació Sandrine Kiberlain en el seno de una familia de judíos polacos. Ambos padres se dedicaban a la restauración, aunque en la familia siempre ha habido afición musical, tanto a la interpretación como a la composición.
Está casada con el actor Vincent Lindon, aunque están formalmente separados, y tienen una hija en común.

## Carrera cinematográfica
A menudo ha trabajado con la directora Laetitia Masson, y también con Benoît Jacquot. 

### Filmografía
| - 1986: - Cours privé - On a volé Charlie Spencer! - 1990: - Milena - Cyrano de Bergerac - 1991: Des filles et des chiens - 1992: - Sexes faibles - Emma Zunz - L'Inconnu dans la maison - L'Instinct de l'ange - Comment font les gens - Les Gens normaux n'ont rien d'exceptionnel - 1993: - Les Patriotes - L'Irrésolu - 1994: Tom est tout seul - 1995: - En avoir (ou pas) - Beaumarchais, l'insolent - Un héros très discret | - 1996: - Quadrille - L'Appartement - 1997: - Le Septième ciel - À vendre - 1998: Rien sur Robert - 1999: - Love me - La fausse suivante - 2000: Tout va bien, on s'en va - 2001: - Betty Fisher et autres histoires - C'est le bouquet! - 2002: - Filles uniques - Après vous... - 2004: Un petit jeu sans conséquence - 2007: - Très bien, merci - La vie d'artiste - 2009: - Mademoiselle Chambon - Le petit Nicolas - 2011: Las chicas de la sexta planta - 2013: Violette - 2013: 9 meses de condena - 2016: Cuando tienes 17 años - 2016: Encore heureux - 2018: La belle et la belle - 2018: Amoureux de ma femme |

## Carrera musical

### Álbumes
Además de su carrera cinematográfica, ha grabado dos álbumes:
- 2005: Manquait plus qu'ça, muy bien recibido en Francia, y del que ha vendido más de 100.000 copias.
- 1 de octubre de 2007: Coupé bien net et bien carré.

En ambos se ocupa de las letras de todas las canciones que no son versiones, mientras que la música corre a cargo en su mayor parte de Alain Souchon, su hijo Pierre y Camille Bazbaz.

### Otras apariciones
- 2016: Vole (sencillo benéfico con Carla Bruni, Nolwenn Leroy, Alain Souchon...)